# South West Party
Die South West Party (deutsch Südwestpartei, afrikaans Suidwest Party; SWP) war eine politische Partei in Südwestafrika (heute Namibia). Die Partei war zunächst 1924 in Windhoek von F. van der Heever, A. P. Olivier und Andries de Wet als Union Party (afrikaans Unie Party) gegründet worden. 1926 wurde der neue Parteiname angenommen.
1926 ging die SWP eine Koalition mit der National Party of South West Africa (NPSWA) gegen den Deutschen Bund für Südwestafrika (DB) ein. 1927 fusionierten die SWP und die NPSWA zur United National South West Party (UNSWP). Die UNSWP stellte von 1929 bis 1950 die Regierung. Die SWP trat unter diesem Namen einmalig erneut bei der Wahl 1961 an.